# Багамбар
Багамбар (перс. بهمبر) — село в Ірані, у дегестані Зіябар, у Центральному бахші, шагрестані Совмее-Сара остану Ґілян. За даними перепису 2006 року, його населення становило 174 особи, що проживали у складі 47 сімей.

## Клімат
Середня річна температура становить 14,26 °C, середня максимальна – 27,80 °C, а середня мінімальна – 0,10 °C. Середня річна кількість опадів – 846 мм.
| Клімат поселення                              | Клімат поселення | Клімат поселення | Клімат поселення | Клімат поселення | Клімат поселення | Клімат поселення | Клімат поселення | Клімат поселення | Клімат поселення | Клімат поселення | Клімат поселення | Клімат поселення | Клімат поселення |
| Показник                                      | Січ.             | Лют.             | Бер.             | Квіт.            | Трав.            | Черв.            | Лип.             | Серп.            | Вер.             | Жовт.            | Лист.            | Груд.            |                  |
| Середній максимум, °C                         | 10,07            | 10,42            | 12,34            | 17,68            | 22,12            | 25,32            | 27,80            | 27,58            | 23,36            | 20,89            | 16,64            | 12,16            |                  |
| Середня температура, °C                       | 5,09             | 5,44             | 7,35             | 12,69            | 17,14            | 20,34            | 23,58            | 23,36            | 19,14            | 16,68            | 12,40            | 7,93             |                  |
| Середній мінімум, °C                          | 0,10             | 0,44             | 2,36             | 7,70             | 12,14            | 15,35            | 19,35            | 19,10            | 14,91            | 12,45            | 8,18             | 3,70             |                  |
| Норма опадів, мм                              | 86               | 68               | 70               | 52               | 39               | 24               | 14               | 39               | 87               | 133              | 111              | 123              |                  |
| Середньомісячна швидкість вітру, м/с          | 2.30             | 2.40             | 2.40             | 2.31             | 2.30             | 2.60             | 2.60             | 2.40             | 2.20             | 2.10             | 2.00             | 2.06             |                  |
| Середньомісячна сонячна радіація, кДж/м²·день | 6826             | 9051             | 11153            | 15849            | 20190            | 22981            | 23744            | 20008            | 16361            | 11066            | 8500             | 6481             |                  |
| --------------------------------------------- | ---------------- | ---------------- | ---------------- | ---------------- | ---------------- | ---------------- | ---------------- | ---------------- | ---------------- | ---------------- | ---------------- | ---------------- | ---------------- |
| Джерело:                                      |                  |                  |                  |                  |                  |                  |                  |                  |                  |                  |                  |                  |                  |